# Ходосівка
Ходосíвка — село в Україні, в Обухівському районі Київської області. Населення становить 1354 осіб.

## Назва
Історична назва села — Феодосівка (або Феодосіївка). Так село назвали на честь церковного діяча Феодосія Печерського, який уважається покровителем села.
Звук «ф» є чужим для більшості українських говорів (за винятком окремих південних та західних говірок). Замість нього використовувалися звук «х» і звукосполучення «хв». Таким чином назва села поступово змінювалася: з Феодосівки постала Хвеодосівка, а з неї — й Хводосівка. Згодом остання назва набула сучасного вигляду (Ходосівка).
Пам'ять про прадавню назву села збережена у назві громади, центром якої є Ходосівка.
Деякі мешканці села користуються назвою Ходосіївка. Ця назва завдячує своїм існуванням легенді про те, що назва села є поєднанням слів «ходити» та «сіяти».

## Історія

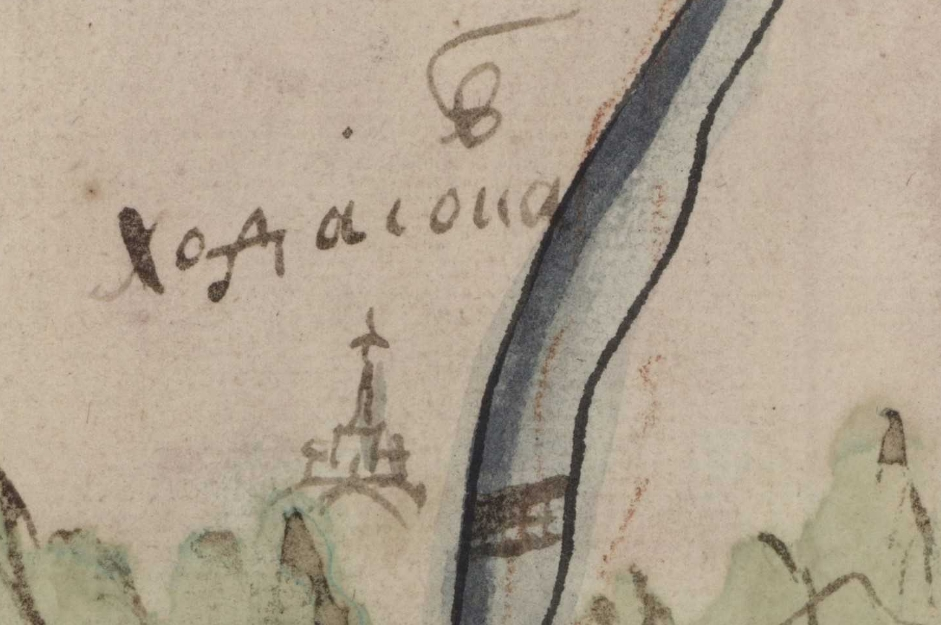
Ходосівка на карті XVIII століття

Поблизу Ходосівки, на північний захід від села розташоване Велике Ходосівське городище ранньої залізної доби. Це одне з трьох городищ-гігантів лісостепу України, пам'ятка археології національного значення. Його вал має вигляд підкови розмірами 4,5х3,0 км, довжину 10-12 км та висоту до 8 м. У деяких місцях під ним ще видно рів, що заплив землею. В часи Київської Русі вал городища був вбудований у систему останньої лінії оборони перед Києвом.
На південний схід від села є Мале (Кругле) Ходосівське городище зарубинецького часу, пам'ятка місцевого значення. Воно розташоване на високому пагорбі (останці) і має розмір 140х60 м. Залишки його валу сягають 5-6 метрів у висоту. У часи Київської Русі на городищі стояла фортеця.
Якийсь час село було власністю князів Корецьких. Королівська комісія у справах повсталих козаків Богдана Хмельницького на чолі з Адамом Киселем на початку 1649 року заїхала до села. Місцеві селяни з козаками та шляхтичем Глібовським перегородили їм дорогу, піймали за вуздечку коня козака, який ніс воєводський знак за саньми А. Киселя. Посли  відкупились десятьма талерами.
Згідно з грамотою Богдана Хмельницького від 18 серпня 1652 року, село Ходосівка належало жіночому Києво-Миколаївському (Микільському) монастирю, а від XIX століття входило до складу до Хотівської волості Київського повіту.
Згідно Зборівського реєстру від 16 жовтня 1649 року, Київський полк створено протягом травня-липня 1648 року, після славних перемог під Жовтими Водами та Корсунем у квітні-травні 1648 року. Він нараховував 17 сотень і 2010 козаків. У Ходосівській сотні (сотник Бармацький, осавула Богун) налічувався 91 місцевий козак.
Метричні книги, клірові відомості, сповідні розписи церкви св. Параскеви с. Ходосівка (Федосіївка) XVIII ст. - Київської сот. і п., з 1781 р. Київського пов. і нам., з 1797 р. Київського пов. і губ.; ХІХ ст. - Гвоздівської (Хотівської) волості Київського пов. Київської губ. зберігаються в ЦДІАК України.

## Археологічна експедиція
Від 2003 року у межах села працює Північна постійнодіюча археологічна експедиція. Її керівником є Ігор Готун.
Експедиція досліджує багатошарове поселення 1-ого тисячоліття-XVIII століття та, водночас, є базою для експериментальної археології. Тут проводиться натурне моделювання гончарства, ковальства, сиродутного процесу, бортництва та медоваріння.

## Населення

### Мова
Розподіл населення за рідною мовою за даними перепису 2001 року:
| Мова       | Кількість | Відсоток |
| ---------- | --------- | -------- |
| українська | 1314      | 97.05%   |
| російська  | 38        | 2.81%    |
| білоруська | 1         | 0.07%    |
| вірменська | 1         | 0.07%    |
| Усього     | 1354      | 100%     |

## Торгівля
У селі діє торговельний центр «Мануфактура», стилізований під голландське містечко з садами та каналами. Центр працює за принципом аутлету. У ньому представлені численні європейські торгові бренди одягу та взуття. У «Мануфактурі» також є ресторанна галерея, дитяча кімната та аптека. Центр розташований на околицях села та має вихід до Новообухівської траси.
По сусідству працює гіпермаркет мережі «Мегамаркет». У гіпермаркеті можна придбати продовольчі та господарські товари, побутову техніку, іграшки та книжки. Також у будівлі є ресторани, ювелірна крамниця, відділення «Нової Пошти», спортивний клуб «Дельтаплан» та кінотеатр «Баттерфляй-Кантрі». Гіпермаркет у Ходосівці є найбільшим закладом мережі.
На східній околиці Ходосівки знаходиться торговельний центр «Інтерфлора», який продає декоративні та городні рослини, садівниче приладдя та добрива.
Уздовж центральної вулиці села є декілька продуктових крамниць.

## Готелі
У селі працює 4-зірковий готель «Мануфактура».

## Сполучення
Повз Ходосівку проходить автомобільна дорога Н01 («Новообухівська траса»).
Село сполучене з Києвом автобусними маршрутами 309, 310, 789, 725, 735 та 738. Також існує безкоштовний фірмовий автобус аутлет-містечка «Мануфактура» який тимчасово відмінено.
Найближча залізнична станція — «Підгірці».

## Пошта
У селі є поштове відділення Укрпошти, а також 2 відділення Нової пошти.

## Медицина
У селі є амбулаторія сімейної медицини, що знаходиться на вулиці Панаса Мирного, 4. У лікарні можна обстежитися в сімейного лікаря й отримати первинну медичну допомогу.
Також у селі працює приватна медична клініка «Мануфактура», яка має консультативне поліклінічне відділення та операційний стаціонар на 17 одномісних і двомісних палат. Клініка обладнана діагностичним центром і надає консультацію онлайн. У дворі клініки є невеличкий садок і кав'ярня.

## Освіта

### Державні заклади
- Дитячий садок «Водограй»
- Школа І-ІІІ ступенів

### Приватні заклади
- Дитячий садок «Світлиця»[17]
- Початкова школа «Future Skills»[18]

## Культура
У Ходосівці працює Центр культури та мистецтв (колишній клуб), при якому існує й книгозбірня.

## Дозвілля
У Ходосівці є 2 торговельних центри, декілька ресторанів, 4-зірковий готель та кінотеатр.
На півдні села знаходиться Планерна гора — популярне місце для польотів на парапланах, дельтапланах та інших легких літальних пристроях.
На півночі села є озеро, на якому облаштовано пляж, риболовні містки, місця для смаження їжі та вбиральні. Працює оренда катамаранів і веслувальних човнів.
У лісах навколо Ходосівки та сусідніх сіл збереглися руїни військових укріплень, які можна вільно оглянути.

## Відомі люди

### Народилися
- Володимир Голота (1985-2015) — солдат Збройних сил України, учасник російсько-української війни

### Мешкають
- Павло Зібров[20] — Народний артист України
- Ігор Чаплинський — майстер спорту з альпінізму, володар Золотого льодоруба

## Галерея

### Світлини

Церква святої великомучениці Параскеви П'ятниці ПЦУ
Пам'ятник Діві Марії
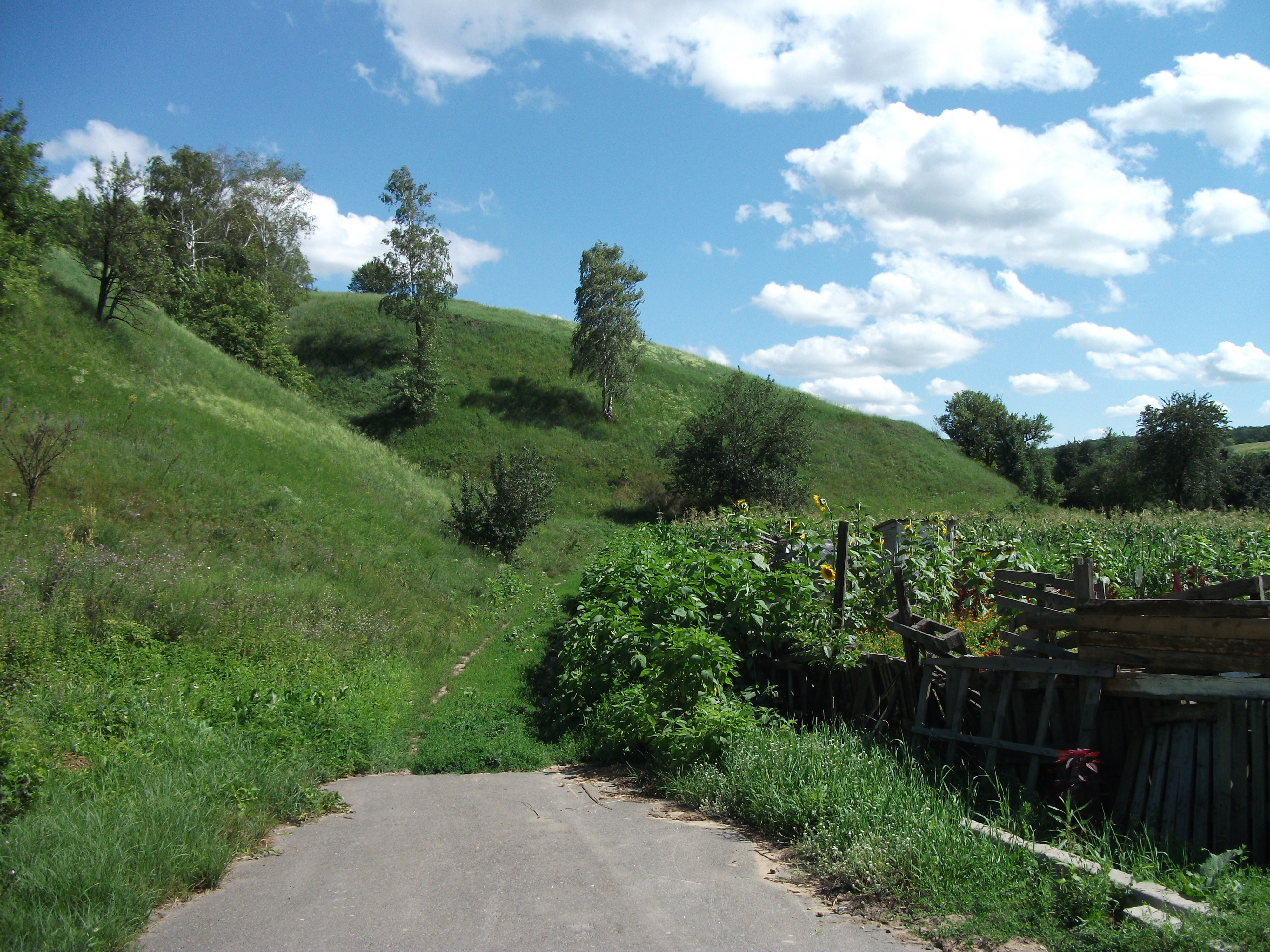
Ходосівські схили
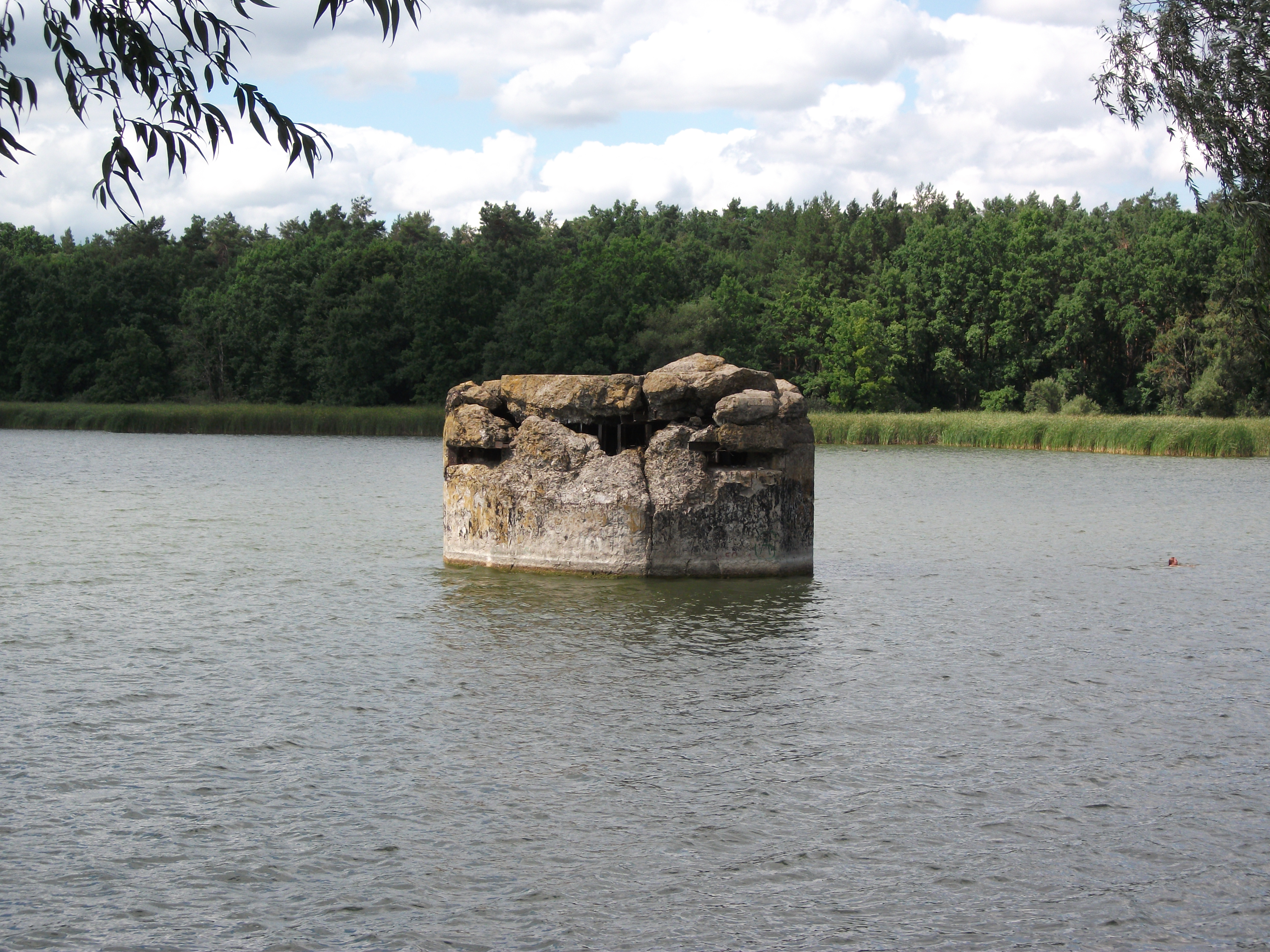
ДОТ № 127
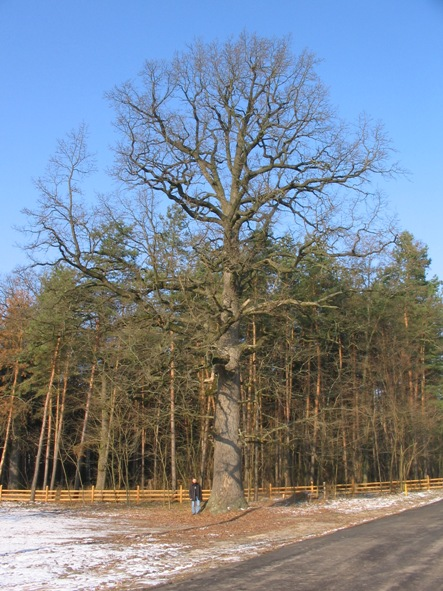
Ходосівський дуб
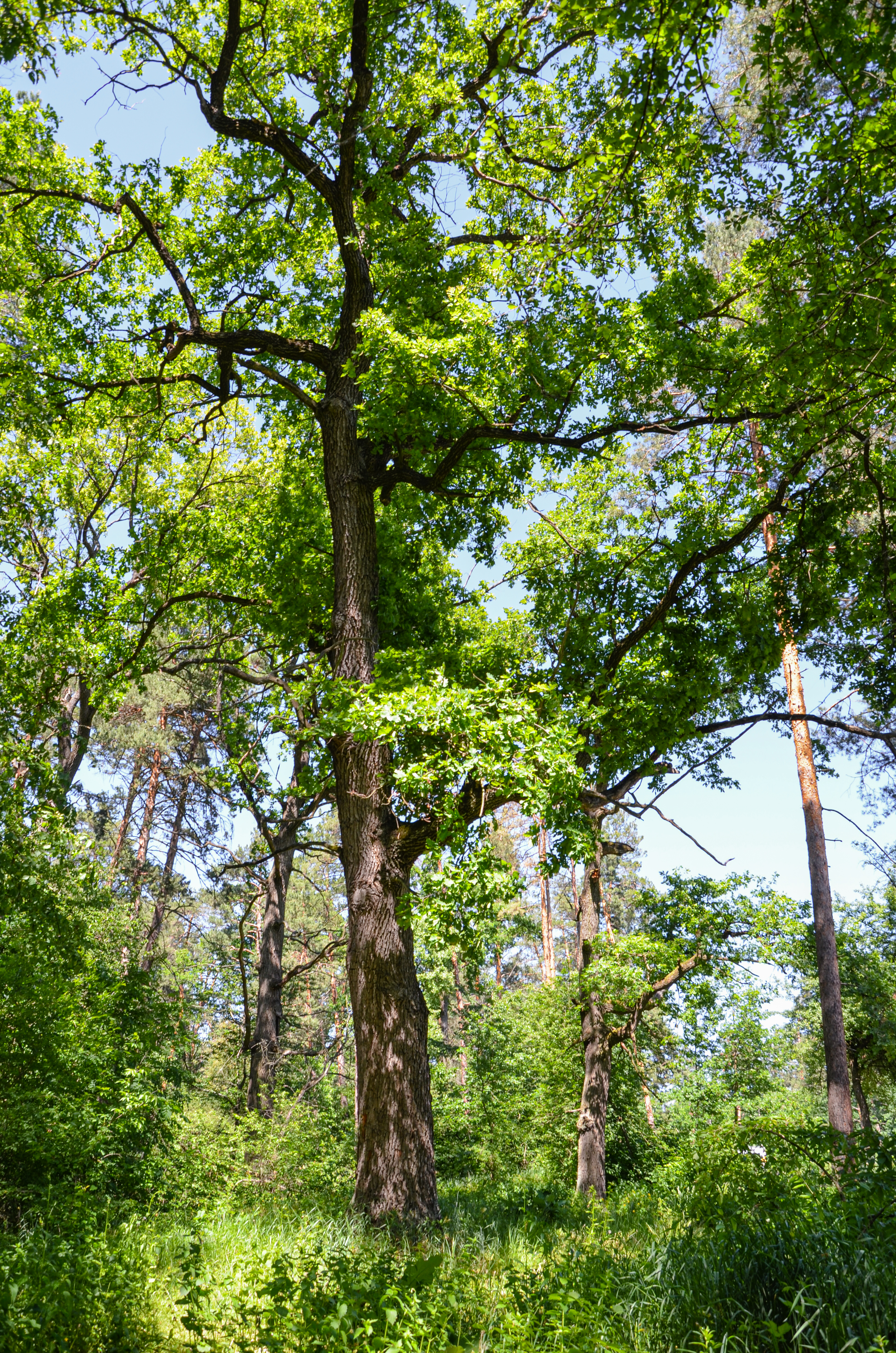
Заказник Чернечий Ліс біля Ходосівки
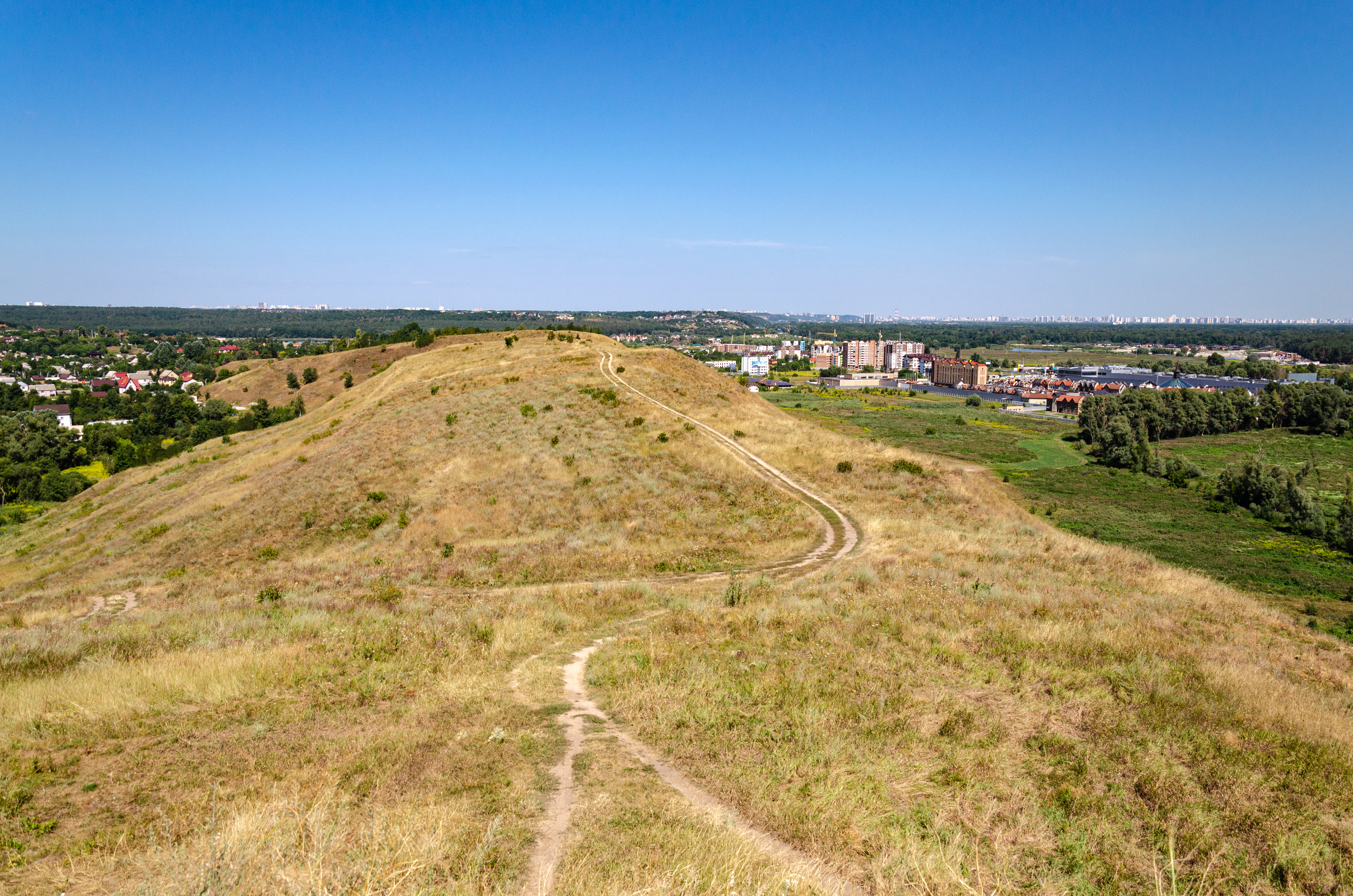
Планерна гора біля села Ходосівка